# Richard d'Aquila
Richard d'Aquila ou Richard Ier d'Aquila (en italien : Riccardo (I) dell'Aquila) fut au début du XIIe siècle, consul et duc de Gaète, en Italie.

## Biographie
Selon Léon-Robert Ménager, Richard d'Aquila (ou Richard de L'Aigle) appartient à une famille italo-normande originaire de L'Aigle, dans l'ouest du duché de Normandie ; le nom d'Aquila (ou dell'Aquila) serait donc l'italianisation de L'Aigle.
Il est mentionné une première fois dans un acte du comte d'Aversa et prince de Capoue, Richard II, comme possédant un fief à Pontecorvo. Il est également comte de Fondi.
En 1105, Richard d'Aquila devient dans des conditions mal connues, consul et duc de Gaète. Il semble qu'il ait remplacé à la tête du duché un autre Normand, Guillaume de Blosseville, qui fut vraisemblablement chassé pour des raisons obscures.
La même année, il conclut un traité avec Robert, fils de Jourdain de Capoue, Guillaume de Blosseville, le comte Léon de Fondi et le comte Landénolphe de Maranola : dans ce traité, tous ces seigneurs s'engageaient à respecter, durant leurs guerres, les biens des monastères et des églises.
Le duc Richard réussit à accroître ses possessions par l'annexion du comté de Suessano, et à se maintenir au pouvoir jusqu'en 1109 au moins ; après cette date, son nom ne se rencontre plus.
Il meurt probablement avant 1116, date à laquelle sa femme se remarie.
Ses descendants, parmi lesquels Richard III d'Aquila, jouèrent un rôle important dans le futur royaume de Sicile.

## Union et descendance
De son épouse Rangarda, il a au moins deux fils :
- André, mort en 1113 ;
- Godefroi.